# Tunnelråtta (soldat)

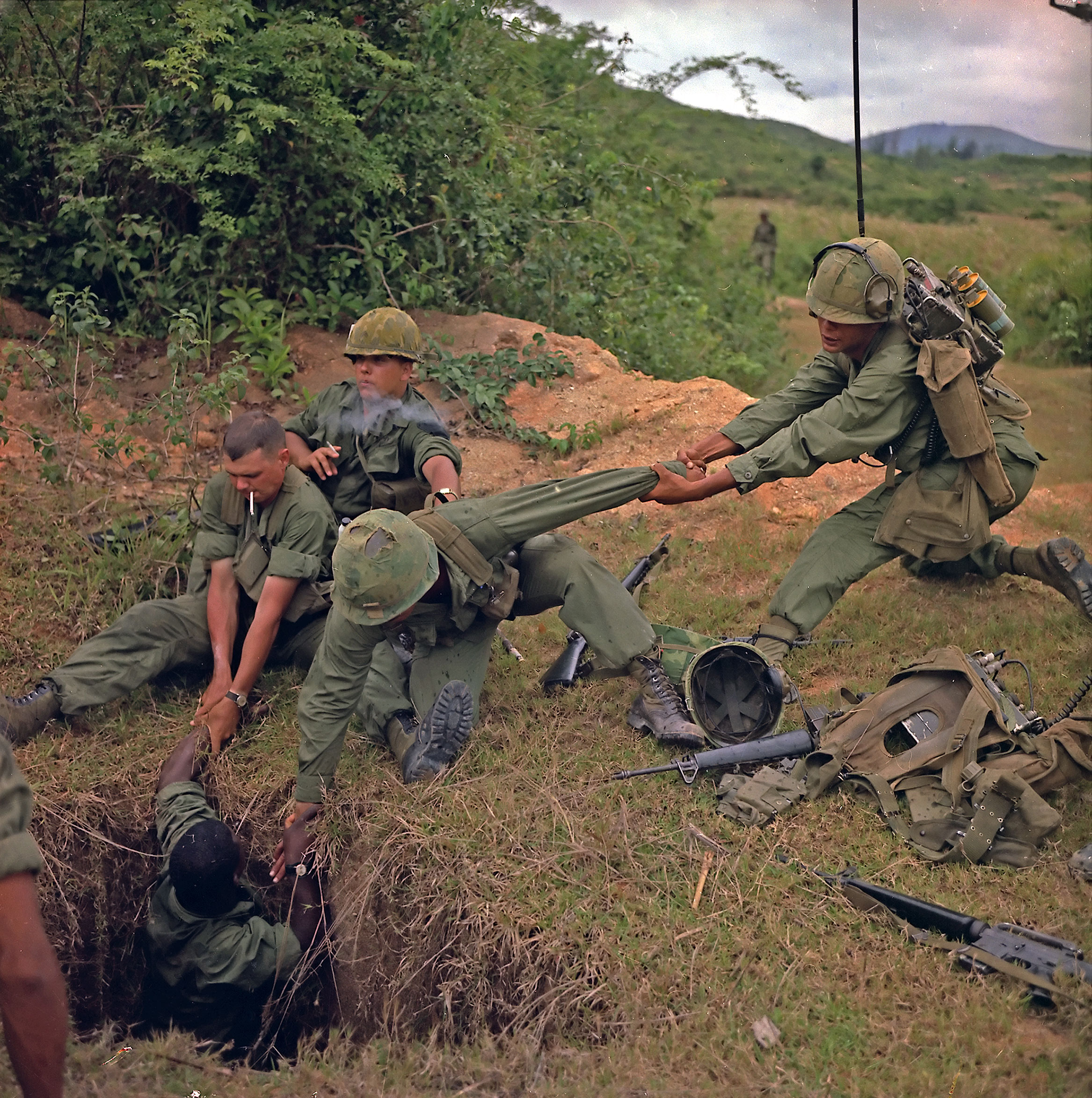
En tunnelråtta sänks ner i en tunnel i Quang Ngai-provinsen under Operation Oregon, den 24 april 1967

Tunnelråttor var benämningen på de amerikanska soldater som under Vietnamkriget hade till uppgift att genomsöka fientliga tunnelsystem.
Under Vietnamkriget förstod amerikanarna att de behövde soldater som var modiga och små nog att gå ner i Cu Chi-tunnlarna och var därför tvungna att bygga upp specialstyrkor som snart kom att kallas tunnelråttor. Det var kortväxta män, ofta från Latinamerika, som var runt 160 cm långa. Deras standardutrustning var enkla ting som kniv, ficklampa och pistol.